# Liparis zonatus
Liparis zonatus és una espècie de peix pertanyent a la família dels lipàrids.

## Hàbitat
És un peix marí i bentopelàgic que viu entre 58 i 910 m de fondària.

## Distribució geogràfica
Es troba al mar Groc.

## Observacions
És inofensiu per als humans.